# Ponte Čobanija

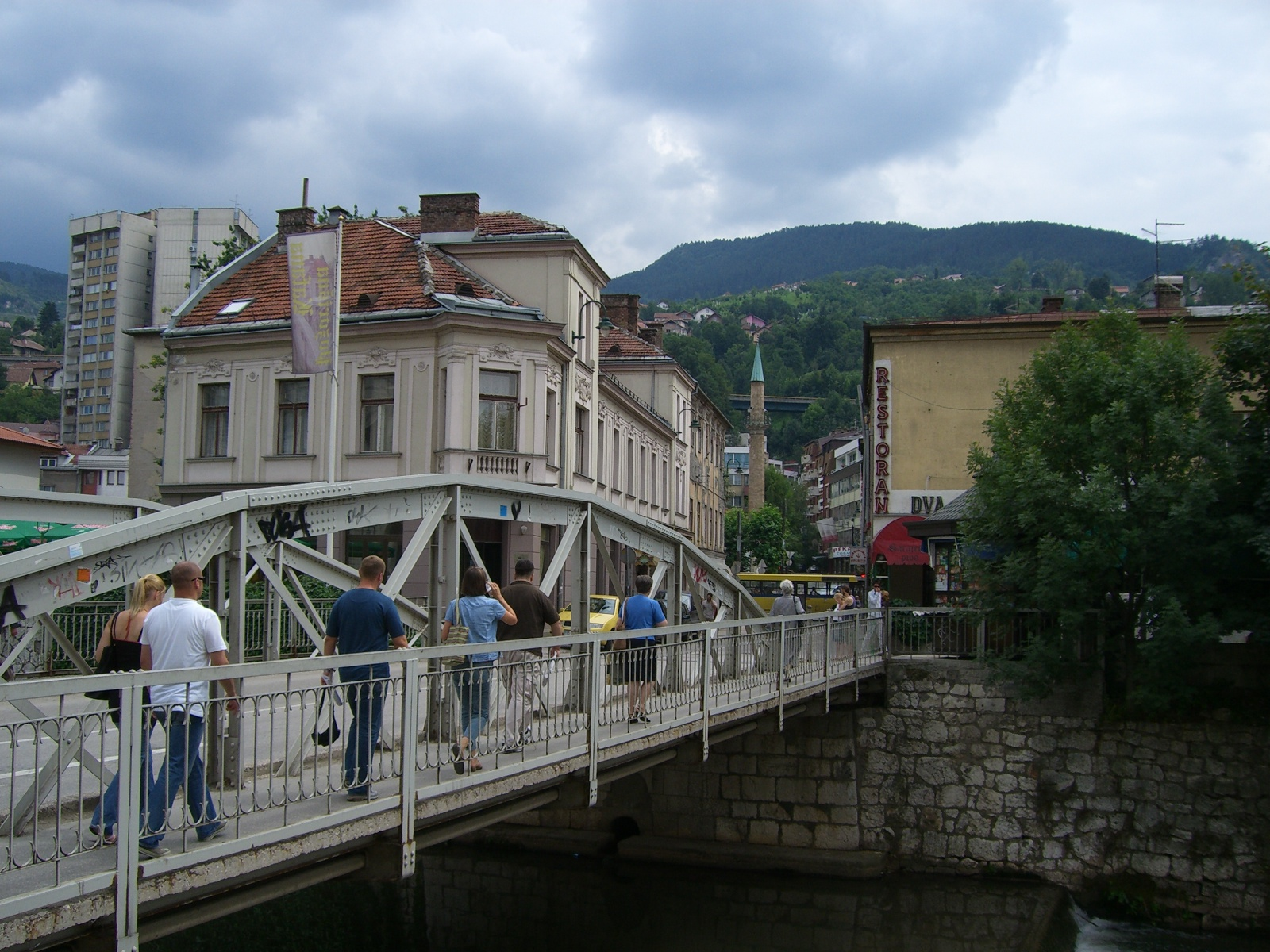
A ponte Čobanija.

A Ponte Čobanija é uma ponte pedonal de ferro que cruza o rio Miljacka em Sarajevo, na Bósnia e Herzegovina. Foi erguida em 1887. A estrutura ficava em um local anteriormente ocupado por uma ponte de madeira, conhecida como a ponte Šejhanija, construída no século XVI. 